# Paul Winiker

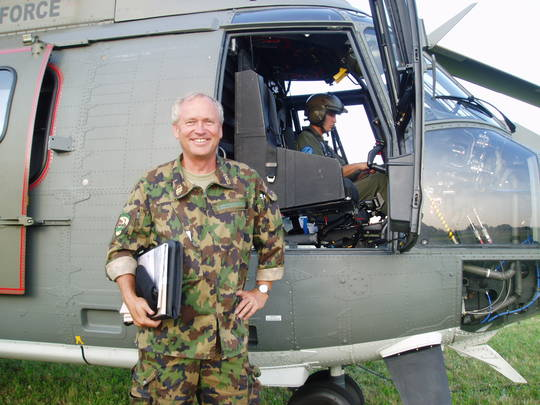
Paul Winiker en Lieutenant-Colonel lors de l'exercice Protector.

Paul Winiker, né le 13 avril 1956, est une personnalité politique suisse membre de l'Union démocratique du centre. 

## Biographie
Depuis 2015, il est conseiller d'État du canton de Lucerne.